# Dejuna setosa
Dejuna setosa is een insect uit de familie van de mierenleeuwen (Myrmeleontidae), die tot de orde netvleugeligen (Neuroptera) behoort. 
Dejuna setosa is voor het eerst wetenschappelijk beschreven door Stange in 1970.